# Cygnus (космический корабль)
Cygnus (МФА: [ˈsɪɡnəs], произн. Си́гнус, от лат. Cygnus — Лебедь) — американский автоматический грузовой космический корабль снабжения.
Разработан частной компанией Orbital Sciences Corporation в рамках программы Commercial Orbital Transportation Services.
Предназначен для доставки грузов к Международной космической станции (МКС), после завершения программы «Спейс шаттл».
Конструкция корабля не предусматривает возвращение грузов на Землю, поэтому, после отстыковки от МКС и сведе́ния с орбиты, Cygnus с утилизируемым мусором с МКС разрушается при входе в плотные слои атмосферы.
Запуск осуществляется с помощью ракеты-носителя «Антарес», ранее именовавшейся Taurus II. В 5-м, 6-м и 8-м запуске корабля использовалась ракета-носитель «Атлас-5» компании United Launch Alliance (ULA), в связи с переоборудованием ракеты-носителя «Антарес» после аварии миссии Cygnus CRS Orb-3. C 21 запуска временно используется ракета-носитель Falcon 9 компании SpaceX.

## Предпосылки создания
Ранее НАСА осуществляло доставку грузов на МКС с помощью «Шаттлов». В связи с окончанием программы «Спейс шаттл» были основаны программы COTS (Commercial Orbital Transportation Services — «коммерческая орбитальная транспортировка») и CRS (Commercial Resupply Service — «коммерческие услуги снабжения»). Суть программы COTS заключается в создании частными компаниями недорогих средств доставки грузов на орбиту, а CRS — в фактической доставке грузов. После проведённого конкурсного отбора, НАСА заключило контракты на создание кораблей и ракет-носителей для их выведения на орбиту с компаниями SpaceX (система Falcon 9 — Dragon) и Orbital Sciences Corporation (система «Антарес — Cygnus»).
С помощью кораблей Cygnus и Dragon, НАСА стремится снизить зависимость от своих международных партнёров в обслуживании МКС.

## История
19 февраля 2008 года победителем второго, дополнительного раунда конкурса в рамках программы Commercial Orbital Transportation Services была выбрана компания Orbital Sciences Corporation, заключившая соглашение с НАСА на сумму 288 млн долларов на разработку и демонстрацию ракеты-носителя «Антарес» и космического корабля Cygnus.
22 декабря 2008 года НАСА заключила с Orbital Sciences контракт общей стоимостью в 1,9 млрд долларов на 8 полётов корабля Cygnus к МКС до 2016 года.
В 18:07 UTC 9 января 2014 года со Среднеатлантического регионального космопорта состоялся запуск ракеты-носителя «Антарес» c космическим кораблём Cygnus, начав первую коммерческую миссию Cygnus CRS Orb-1 компании Orbital Sciences Corporation.
В декабре 2014 года, после неудачной миссии Cygnus CRS Orb-3 было объявлено, что как минимум один ближайший запуск корабля Cygnus будет выполнен ракетой-носителем «Атлас-5» 401, был подписан соответствующий контракт с компанией United Launch Alliance. Ввиду того, что ракета-носитель «Атлас-5» может доставить на 35 % больше полезной нагрузки, а новая версия «Антарес-230» — на 20 % больше полезной нагрузки, в сравнении с ракетой-носителем «Антарес-130», планируется выполнить контракт с НАСА за 7 миссий снабжения, вместо планировавшихся ранее восьми.
В марте 2015 года НАСА приняла решение о дополнительной миссии снабжения МКС для корабля Cygnus в 2017 году.
С улучшенной версией корабля Cygnus, компания Orbital Sciences Corporation принимает участие в конкурсе Commercial Resupply Services 2 (CRS2).
В августе 2015 НАСА утвердила ещё 2 дополнительные миссии снабжения МКС для корабля Cygnus, доведя общее количество миссий до 10.
14 января 2016 года НАСА выбрала компанию Orbital ATK одним из 3 победителей конкурса второй фазы программы снабжения Международной космической станции Commercial Resupply Services 2 (CRS2). Компания получила контракты на как минимум 6 миссий для корабля Cygnus.
В ноябре 2020 года, в рамках CRS2, НАСА заключило контракт с Northrop Grumman на две дополнительные миссии корабля Cygnus к МКС. Запуски запланированы на 2023 год.

## Конструкция

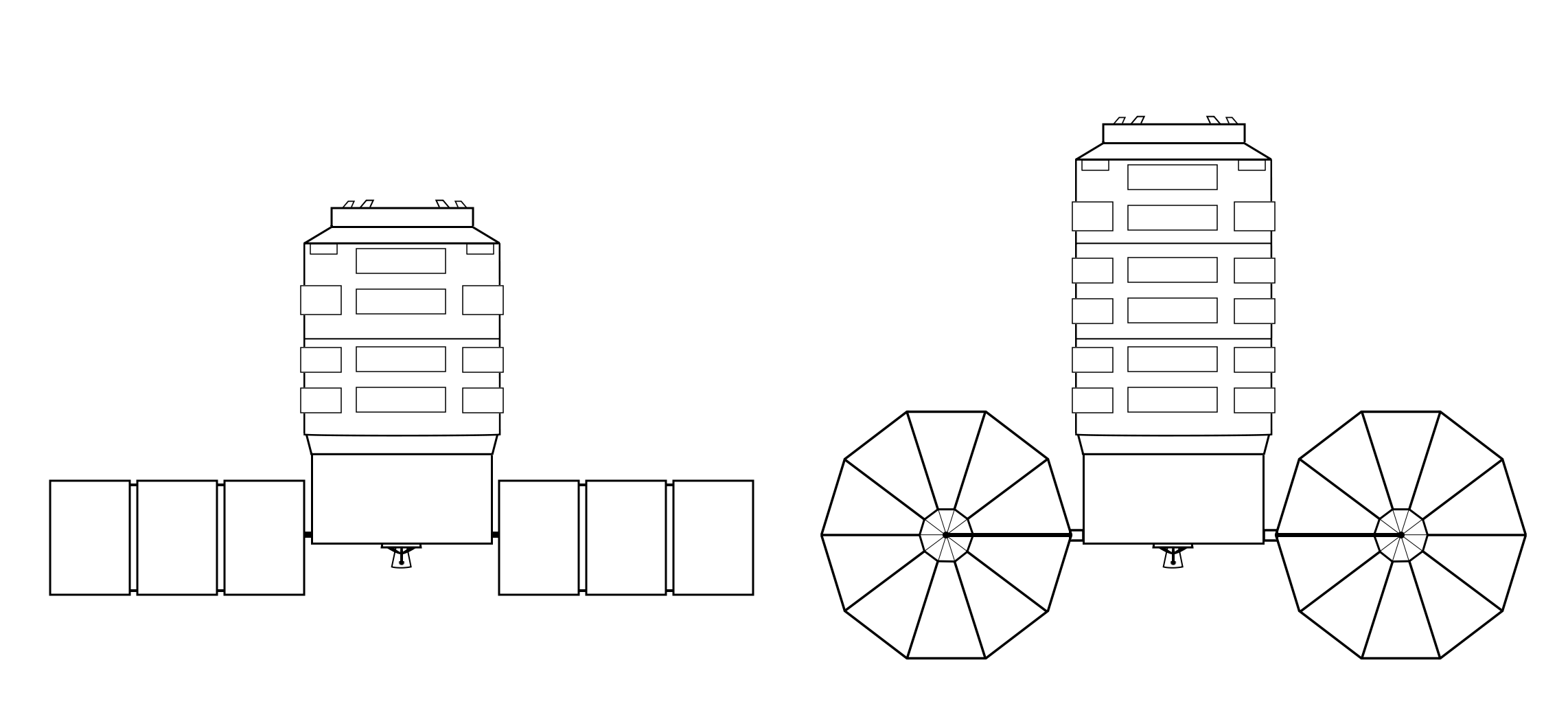
Сравнительные размеры Cygnus: стандартный (слева) и улучшенный (справа)

Корабль состоит из двух модулей цилиндрической формы: оборудованного солнечными батареями служебного модуля и герметичного грузового модуля.
Корабль Cygnus не предназначен для возвращения грузов на Землю, по завершении миссии его сводят с орбиты, и он сгорает в плотных слоях атмосферы вместе с мусором и предметами загруженными с МКС для утилизации.

### Служебный модуль
Производителем служебного модуля является Orbital Sciences, за основу была взята их космическая платформа STAR Bus и компоненты от разработки автоматической межпланетной станции Dawn.
Служебный модуль содержит двигательную установку и топливные баки, аккумуляторные и солнечные батареи, системы навигации, управления и контроля корабля. Здесь же находится специальная структура для захвата корабля манипулятором «Канадарм2».
Стандартная версия корабля была оснащена солнечными батареями изготовленные компанией Dutch Space. На улучшенную версию установлены панели солнечных батарей Ultra Flex от компании Alliant Techsystems (ATK). Новая, круговая форма крыльев солнечных батарей уменьшает занимаемое ими место в сложенном состоянии и снижает их массу на 25 %. Солнечные батареи производят до 4 кВт электроэнергии.
Двигательная установка использует японские двигатели BT-4, произведённые компанией IHI Aerospace. Каждый двигатель развивает тягу в 450 Н. В качестве компонентов топлива используется пара метилгидразин и тетраоксид диазота.

### Герметичный модуль

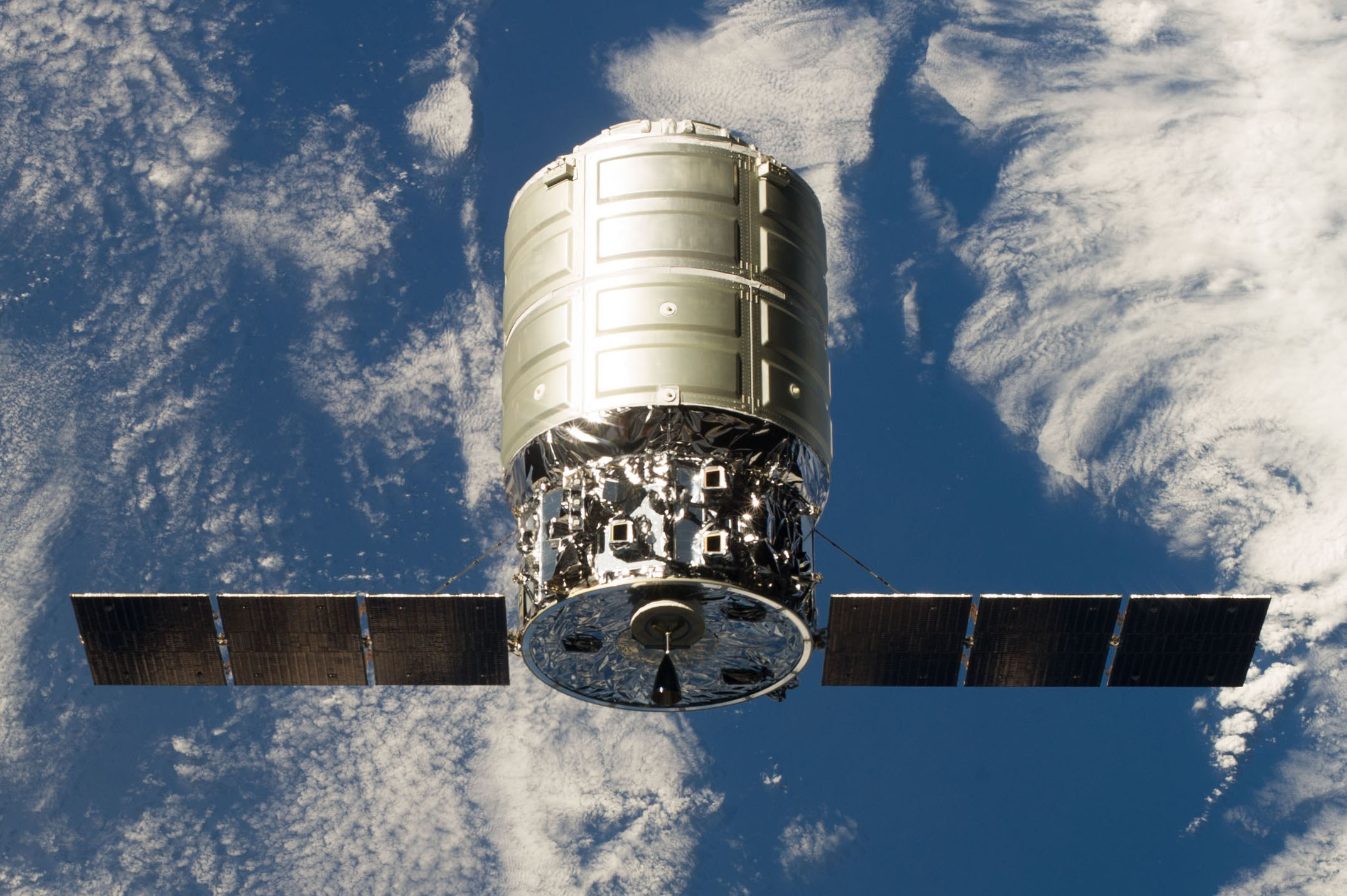
Стандартная версия корабля

Производителем герметичного грузового модуля является итальянская компания Thales Alenia Space, ответственная за герметичный грузовой отсек ATV, а также Многоцелевой модуль снабжения, разработанный ранее для НАСА при эксплуатации «Шаттлов».
Герметичный отсек, в отличие от ATV пристыковывается к другому модулю МКС и имеет другой стыковочный узел. Корабль пристыковывается, используя Единый механизм пристыковки к модулю «Гармония» или «Юнити», входящих в американский сегмент МКС. Стыковка и расстыковка с МКС осуществляется в ручном режиме с использованием манипулятора «Канадарм2». Так же пристыковываются американский корабль Dragon и японский H-II Transfer Vehicle.
Корабль использует механизм сближения и увода от станции, похожий на применяемый для японского корабля HTV.
Модуль потребляет около 850 Вт электроэнергии.
Корабль имеет две версии герметичного отсека. Стандартная версия, длиной 3,66 метра, способна доставлять на орбиту до 2 тонн груза объёмом 18,9 м3, улучшенная версия, длиной 4,86 метра, способна доставлять на МКС до 3,5 тонн груза объёмом 27 м3. В герметичный отсек стандартной версии может быть загружено до 1,2 тонны мусора для утилизации при завершении миссии снабжения.

## Полёты
Герметичный грузовой блок каждой миссии назван в честь умершего астронавта НАСА.

Стартовый комплекс ракеты-носителя «Антарес» — LP-0A, Уоллопс/MARS

Стартовый комплекс ракеты-носителя «Атлас-5» — SLC-41, на базе ВВС США на мысе Канаверал
| № | Название | Тип корабля | Ракета-носитель | Дата, время (UTC) | Дата, время (UTC) | Дата, время (UTC)        | Дата, время (UTC) | Полезная нагрузка, кг | Видео  | Логотип |
| --- | --- | ----------- | --------------- | ----------------- | ----------------- | ------------------------ | ----------------- | --------------------- | ------ | ------- |
| № | Название | Тип корабля | Ракета-носитель | запуска           | стыковки с МКС    | суток в состыковке с МКС | завершения полёта | Полезная нагрузка, кг | Видео  | Логотип |
| | Cygnus Mass Simulator | Макет       | Антарес-110     | 21.04.2013, 21:00 | —                 | —                        | —                 | —                     | —      |         |
| Макет (~3800 кг) корабля Cygnus был выведен на орбиту первым испытательным пуском ракеты-носителя Антарес. | |             |                 |                   |                   |                          |                   |                       |        |         |
| 1 | Cygnus Orb-D1 „Джордж Лоу“ | Стандартный | Антарес-110     | 18.09.2013, 14:58 | 29.09.2013        | 22                       | 23.10.2013        | 700                   | [ 21 ] |         |
| 1 | Первый, демонстрационный, полёт к МКС по программе COTS; второй запуск ракеты-носителя «Антарес». |             |                 |                   |                   |                          |                   |                       |        |         |
| 2 | Cygnus CRS Orb-1 „Чарлз Фуллертон“ | Стандартный | Антарес-120     | 09.01.2014, 18:07 | 12.01.2014        | 36                       | 19.02.2014        | 1465                  | [ 26 ] |         |
| 2 | Первый коммерческий полет к МКС по программе CRS. |             |                 |                   |                   |                          |                   |                       |        |         |
| 3 | Cygnus CRS Orb-2 „Дженис Восс“ | Стандартный | Антарес-120     | 13.07.2014, 16:52 | 16.07.2014        | 29                       | 17.08.2014        | 1656                  | -      |         |
| 3 | Второй коммерческий полет к МКС. Запуск неоднократно переносился, в связи с аварией при огневых стендовых испытаниях двигателя AJ-26, который используется на первой ступени ракеты-носителя. |             |                 |                   |                   |                          |                   |                       |        |         |
| 4 | Cygnus CRS Orb-3 „Дональд Слейтон“ | Стандартный | Антарес-130     | 28.10.2014        | —                 | —                        | —                 | 2296                  | [ 37 ] |         |
| 4 | Третий коммерческий полет к МКС. Первый пуск ракеты-носителя «Антарес» с модификацией второй ступени Castor 30XL. Неудачный запуск в связи с неполадками в работе первой ступени. Ракета-носитель была уничтожена самоподрывом по команде оператора пуска примерно через 10 секунд после запуска двигателей.       |             |                 |                   |                   |                          |                   |                       |        |         |
| 5 | Cygnus CRS OA-4 „Дональд Слейтон 2“ | Улучшенный  | Атлас-5 401     | 06.12.2015, 21:44 | 09.12.2015        | 71                       | 20.02.2016        | 3513                  | [ 44 ] |         |
| 5 | Четвёртый коммерческий полет к МКС, первый полёт улучшенной версии. Запуск ракетой-носителем «Атлас-5» в связи с проведения работ по модернизации «Антареса». |             |                 |                   |                   |                          |                   |                       |        |         |
| 6 | Cygnus CRS OA-6 „Рик Хасбанд“ | Улучшенный  | Атлас-5 401     | 23.03.2016, 03:05 | 26.03.2016        | 81                       | 22.06.2016        | 3519                  |        |         |
| 6 | Пятый коммерческий полет к МКС. Второй запуск ракетой-носителем «Атлас-5» в связи с проведением работ по модернизации «Антареса». Служебный модуль корабля содержит оборудование NanoRack для запусков спутников Cubesat после отделения от МКС                                                                    |             |                 |                   |                   |                          |                   |                       |        |         |
| 7 | Cygnus CRS OA-5 „Алан Пойндекстер“ | Улучшенный  | Антарес-230     | 17.10.2016, 23:45 | 23.10.2016        | 35                       | 27.11.2016        | 2342 + 83             |        |         |
| 7 | Шестой коммерческий полет к МКС. Для запуска впервые использована версия ракеты-носителя «Антарес-230» с модифицированной первой ступенью, оборудованной новыми двигателями РД-181. Для вывода наноспутников Lemur-2 корабль поднялся на рекордную для себя высоту, более 500 км.                                  |             |                 |                   |                   |                          |                   |                       |        |         |
| 8 | Cygnus CRS OA-7 „Джон Гленн“ | Улучшенный  | Атлас-5 401     | 18.04.2017, 15:11 | 22.04.2017        | 42                       | 11.06.2017        | 3376 + 83             |        |         |
| 8 | В связи с желанием NASA доставить на МКС большее количество груза, запуск корабля осуществлён ракетой-носителем «Атлас-5». |             |                 |                   |                   |                          |                   |                       |        |         |
| 9 | Cygnus CRS OA-8 „Юджин Сернан“ | Улучшенный  | Антарес-230     | 12.11.2017, 12:19 | 14.11.2017        | 21                       | 18.12.2017        | 3229 + 109            |        |         |
| 9 | Первая из дополнительных миссий, заказанных NASA после завершения изначального контракта на 7 запусков корабля. С корабля запущено 14 наноспутников при помощи пусковой установки NanoRacks. |             |                 |                   |                   |                          |                   |                       |        |         |
| 10 | Cygnus CRS OA-9E „Джеймс Томпсон“ | Улучшенный  | Антарес-230     | 21.05.2018, 08:44 | 24.05.2018        | 52                       | 30.07.2018        | 3268 + 82             |        |         |
| 10 | 10 июля 2018 года двигательная установка корабля была впервые использована для поднятия высоты орбиты МКС. После отделения от МКС, со служебного модуля корабля было запущено 6 спутников Cubesat, с помощью оборудования NanoRack.                                                                                |             |                 |                   |                   |                          |                   |                       |        |         |
| 11 | Cygnus CRS NG-10 „Джон Янг“ | Улучшенный  | Антарес-230     | 17.11.2018, 09:01 | 19.11.2018        | 81                       | 25.02.2019        | 3273 + 77             |        |         |
| 11 | Служебный модуль корабля содержит оборудование NanoRack для запусков 3 спутников Cubesat, а также впервые на корабль установлена пусковая установка Slingshot, запустившая 2 спутника после отделения корабля от МКС.                                                                                              |             |                 |                   |                   |                          |                   |                       |        |         |
| 12 | Cygnus CRS NG-11 „Роджер Чаффи“ | Улучшенный  | Антарес-230     | 17.04.2019, 20:46 | 19.04.2019        | 109                      | 06.12.2019        | 3162 + 274            |        |         |
| 12 | Завершающая миссия в рамках первой фазы контракта Commercial Resupply Services. Впервые продемонстрирована так называемая «поздняя загрузка», когда груз помещается в герметичных отсек корабля за сутки до запуска. Это позволит впервые кораблём Cygnus доставить на МКС 40 лабораторных мышей для исследований. |             |                 |                   |                   |                          |                   |                       |        |         |
| 13 | Cygnus CRS NG-12 „Алан Бин“ | Улучшенный  | Антарес-230+    | 02.11.2019, 13:59 | 04.11.2019        | 86                       | 17.03.2020, 23:00 | 3586 + 119            |        |         |
| 13 | Первая миссия в рамках контракта CRS2. Первый запуск корабля с помощью обновлённой версии ракеты-носителя, «Антарес-230+». Сход корабля с орбиты, в результате которого он сгорит в верхних слоях атмосферы Земли, запланирован на конец февраля 2020 года.                                                        |             |                 |                   |                   |                          |                   |                       |        |         |
| 14 | Cygnus CRS NG-13 „Роберт Лоуренс“ | Улучшенный  | Антарес-230+    | 15.02.2020, 20:21 | 18.02.2020        | 83                       | 29.05.2020        | 3377                  |        |         |
| 14 | |             |                 |                   |                   |                          |                   |                       |        |         |
| 15 | Cygnus CRS NG-14 „Калпана Чавла“ | Улучшенный  | Антарес-230+    | 03.10.2020, 01:16 | 05.10.2020, 12:01 | 93                       | 26.01.2021        | 3551                  |        |         |
| 15 | Третий запуск корабля Cygnus в рамках контракта CRS2. |             |                 |                   |                   |                          |                   |                       |        |         |
| 16 | Cygnus CRS NG-15 „Кэтрин Джонсон“ | Улучшенный  | Антарес-230+    | 20.02.2021, 17:36 | 22.02.2021, 09:38 | 127                      | 02.07.2021, 01:15 | 38103256              |        |         |
| 16 | Четвёртый запуск корабля Cygnus в рамках контракта CRS2. |             |                 |                   |                   |                          |                   |                       |        |         |
| 17 | Cygnus CRS NG-16 „Эллисон Онидзука“ | Улучшенный  | Антарес-230+    | 10.08.2021, 21:55 | 12.08.2021, 13:42 | 100                      | 15.12.2021, 6:25  | 3723                  |        |         |
| 17 | Пятый запуск корабля Cygnus в рамках контракта CRS2. |             |                 |                   |                   |                          |                   |                       |        |         |
| 18 | Cygnus CRS NG-17 „Пирс Селлерс“ | Улучшенный  | Антарес-230+    | 19.02.2022 17:40  | 21.02.2022, 12:02 | 127                      | 29.06.2022, 6:55  | 3651                  |        |         |
| 18 | Шестой запуск корабля Cygnus в рамках контракта CRS2. |             |                 |                   |                   |                          |                   |                       |        |         |
| 19 | Cygnus CRS NG-18 „Салли Райд“ | Улучшенный  | Антарес-230+    | 7.11.2022, 10:32  | 9.11.2022, 13:05  | 163                      | 21.04.2023, 11:22 | 3707                  |        |         |
| 19 | Первый дополнительный запуск по программе CRS2. |             |                 |                   |                   |                          |                   |                       |        |         |
| 20 | Cygnus CRS NG-19 „Лорел Кларк“ | Улучшенный  | Антарес-230+    | 02.08.2023, 00:31 | 04.08.2023, 12:28 | 139                      | 22.12.2023, 13:06 | 3785                  |        |         |
| 20 | Второй дополнительный запуск по программе CRS2. Последний запуск ракеты-носителя «Антарес» в модификации Антарес-230+. |             |                 |                   |                   |                          |                   |                       |        |         |
| 21 | Cygnus CRS NG-20 „Патрисия "Петти" Робертсон“ | Улучшенный  | Falcon 9        | 30.01.2024, 17:07 | 01.02.2024, 12:14 | 161                      | 13.07.2024, 15:00 | 3726                  |        |         |
| 21 | |             |                 |                   |                   |                          |                   |                       |        |         |
| 22 | Cygnus CRS NG-21 „Френсис "Дик" Скоби“ | Улучшенный  | Falcon 9        | 04.08.2024, 15:02 | 06.08.2024, 09:33 | 233                      | 30.03.2025, 10:15 | 3857                  |        |         |
| 22 | |             |                 |                   |                   |                          |                   |                       |        |         |
| Планируемые полёты | |             |                 |                   |                   |                          |                   |                       |        |         |
| | Cygnus CRS NG-22 | Улучшенный  | Falcon 9        | 2024              |                   |                          |                   |                       |        |         |
| Во время транспортировки во Флориду грузовой контейнер с кораблем Cygnus получил повреждения. Анализ, проведенный НАСА и Northrop Grumman показал, что пострадал грузовой модуль корабля, что делает невозможным его запуск в рамках миссии NG-22 в июне 2025. | |             |                 |                   |                   |                          |                   |                       |        |         |
| | Cygnus CRS NG-23 | Улучшенный  | Антарес-330     | осень 2024        |                   |                          |                   |                       |        |         |
| | |             |                 |                   |                   |                          |                   |                       |        |         |
| | Cygnus CRS NG-24 | Улучшенный  | Антарес-330     |                   |                   |                          |                   |                       |        |         |
| | |             |                 |                   |                   |                          |                   |                       |        |         |
| | Cygnus CRS NG-25 | Улучшенный  | Антарес-330     |                   |                   |                          |                   |                       |        |         |
| | |             |                 |                   |                   |                          |                   |                       |        |         |
| № | Название | Тип корабля | Ракета-носитель | запуска           | стыковки с МКС    | суток в состыковке с МКС | завершения полёта | Полезная нагрузка, кг | Видео  | Логотип |
| № | Название | Тип корабля | Ракета-носитель | Дата, время (UTC) |                   |                          |                   | Полезная нагрузка, кг | Видео  | Логотип |

## Сравнение с аналогичными проектами
| Сравнение характеристик беспилотных грузовых космических кораблей | Сравнение характеристик беспилотных грузовых космических кораблей | Сравнение характеристик беспилотных грузовых космических кораблей                                                                    | Сравнение характеристик беспилотных грузовых космических кораблей | Сравнение характеристик беспилотных грузовых космических кораблей | Сравнение характеристик беспилотных грузовых космических кораблей                                                                       | Сравнение характеристик беспилотных грузовых космических кораблей | Сравнение характеристик беспилотных грузовых космических кораблей                               | Сравнение характеристик беспилотных грузовых космических кораблей                                                    |
| Название                                                          | ТКС | Прогресс | ATV                                                               | HTV                                                               | Dragon | Dragon 2 | Cygnus                                                                                          | Тяньчжоу (天舟) |
| Разработчик                                                       | ОКБ-52 | > РКК «Энергия» | ЕКА                                                               | JAXA                                                              | SpaceX | SpaceX | Northrop Grumman                                                                                | CNSA |
| ----------------------------------------------------------------- | --- | --- | ----------------------------------------------------------------- | ----------------------------------------------------------------- | --- | --- | ----------------------------------------------------------------------------------------------- | --- |
| Внешний вид                                                       | | |                                                                   |                                                                   | | |                                                                                                 | |
| Первый полёт                                                      | 15 декабря 1976 | 20 января 1978 | 9 марта 2008                                                      | 10 сентября 2009                                                  | 8 декабря 2010 | 6 декабря 2020 | 18 сентября 2013                                                                                | 20 апреля 2017 |
| Последний полёт                                                   | 27 сентября 1985 (полёты прекращены) | 23 августа 2023 (Прогресс МС) | 29 июля 2014 (полёты прекращены)                                  | 20 мая 2020 (полёты стандартной версии прекращены)                | 7 марта 2020 (полёты прекращены) | 21 марта 2024 | 30 января 2024                                                                                  | 17 января 2024 |
| Всего полётов (неудачных)                                         | 8 | 177 (3 из-за ракеты-носителя) | 5                                                                 | 9                                                                 | 22 (1 из-за ракеты-носителя) | 10 | 21 (1 из-за ракеты-носителя)                                                                    | 7 |
| Габариты                                                          | 13,2 м длина 4,1 м ширина 49,88 м³ объём | 7,48—7,2 м длина 2,72 м ширина 7,6 м³ объём                                                                                          | 10,7 м длина 4,5 м ширина 48 м³ объём                             | 10 м длина 4,4 м ширина 14 м³ объём (герметичный)                 | 7,2 м длина 3,66 м ширина 11 м³ объём (герметичный), 14—34 м³ объём (не герметичный)                                                    | 8,1 м длина 4,0 м ширина 9,3 м³ объём (герметичный), 37 м³ объём (не герметичный) | 5,14—6,25 м длина 3,07 м ширина 18,9—27 м³ объём                                                | 9 м длина 3,35 м ширина 15 м³ объём                                                                                  |
| Многоразовость                                                    | да, частичная | нет | нет                                                               | нет                                                               | да, частичная | да, частичная | нет                                                                                             | нет |
| Масса, кг                                                         | 21 620 кг (стартовая) | 7150 кг (стартовая) | 20 700 кг (стартовая)                                             | 10 500 кг (сухая) 16 500 кг (стартовая)                           | 4200 кг (сухая) 7100 кг (стартовая) | 6400 кг (сухая) 12 000 кг (стартовая) | 1500 кг (сухая) 1800 кг (сухая, улучшенный)                                                     | 13 500 кг (стартовая)                                                                                                |
| Полезная нагрузка, кг                                             | 5200 кг | 2500 кг (Прогресс МС) | 7670 кг                                                           | 6200 кг                                                           | 3310 кг | 6000 кг | 2000 3500 кг (улучшенный)                                                                       | 6500 / 7400 (с «6»-го) кг                                                                                            |
| Возвращение груза, кг                                             | 500 кг | утилизация | утилизация / до 6500 кг                                           | утилизация                                                        | до 2500 кг | до 3300 кг | утилизация 1200 кг                                                                              | утилизация |
| Время полёта в составе ОС                                         | до 90 суток | до 180 суток | до 190 суток                                                      | до 30 суток                                                       | до 38 суток | до 720 суток | до 720 суток                                                                                    | — |
| Время полёта до стыковки                                          | до 4 суток | до 4 суток | —                                                                 | до 4,5 суток                                                      | — | до 2 суток | до 2 суток                                                                                      | — |
| Ракета-носитель                                                   | - Протон-K | - Союз-У (Союз-У2) - Союз-ФГ - Союз-2.1а                                                                                             | - Ариан-5 ES                                                      | - H-IIB                                                           | - Falcon 9 | - Falcon 9 | - Антарес - Атлас-5 401 - Falcon 9                                                              | - Чанчжэн-7 |
| Описание                                                          | Доставка грузов на орбитальную станцию «Алмаз». В виде автоматического грузового корабля стыковался к орбитальным станциям «Салют». Первоначально разрабатывался как пилотируемый корабль. | Применяется для снабжения МКС, корректировки орбиты МКС. Первоначально использовался для советских и российских космических станций. | Использовался для снабжения МКС, корректировки орбиты МКС.        | Используется для снабжения МКС.                                   | Частный частично многоразовый космический корабль, в рамках программы COTS, предназначенный для доставки и возвращения полезного груза. | Частный частично многоразовый космический корабль, в рамках программы COTS, предназначенный для доставки и возвращения полезного груза. Новое поколение грузовых космических кораблей. | Частный космический корабль снабжения, в рамках программы COTS. Предназначен для снабжения МКС. | Доставка грузов к орбитальным станциям «Тяньгун-2» и «Тяньгун». Создан на основе космической лаборатории «Тяньгун-2» |

## В популярной культуре
В сериале «Марс» третий космический корабль для путешествия на Красную планету носит имя «Сигнус».